# Nannodastia horni
Nannodastia horni är en tvåvingeart som beskrevs av Friedrich Georg Hendel 1930. Nannodastia horni ingår i släktet Nannodastia och familjen Nannodastiidae. Inga underarter finns listade i Catalogue of Life.